# Кузахметов, Артём Игоревич
Артём И́горевич Кузахме́тов (19 февраля 1995, Вышний Волочёк) — российский гребец-байдарочник, выступает за сборную России начиная с 2016 года. Чемпион мира, чемпион Европейских игр 2019, бронзовый призёр чемпионата Европы, многократный победитель и призёр регат национального значения. На соревнованиях представляет Тверскую область и Санкт-Петербург, мастер спорта международного класса.

## Биография
Артём Кузахметов родился 19 февраля 1995 года в городе Вышний Волочёк Тверской области, однако впоследствии переехал на постоянное жительство в Санкт-Петербург. Активно заниматься греблей начал с раннего детства, проходил подготовку в колпинской специализированной детско-юношеской спортивной школе олимпийского резерва «Ижора». Позже присоединился к спортивному обществу «Динамо» и поступил в школу высшего спортивного мастерства. Тренировался под руководством таких специалистов как О. Ф. Медведева, Л. П. Медведев, М. О. Лобанова.
Первого серьёзного успеха на взрослом международном уровне добился в сезоне 2016 года, когда попал в основной состав российской национальной сборной и благодаря череде удачных выступлений удостоился права защищать честь страны на домашнем чемпионате Европы в Москве. В зачёте четырёхместных байдарок на дистанции 500 метров совместно с партнёрами Олегом Гусевым, Александром Сергеевым и Владиславом Блинцовым завоевал бронзовую медаль — они разделили третье место с экипажем Испании, показавшим такое же время 1:21,228, и уступили только командам из Венгрии и Словакии.
Рассматривался как кандидат на участие в летних Олимпийских играх в Рио-де-Жанейро в программе двухместных байдарок на дистанции 200 метров, однако на отборочном чемпионате России в Москве они с Владиславом Блинцовым заняли лишь третье место в этой дисциплине, уступив титулованному экипажу Александра Дьяченко и Юрия Постригая.
Имеет высшее образование, окончил Российский государственный университет физической культуры, спорта, молодёжи и туризма. За выдающиеся спортивные достижения удостоен почётного звания «Мастер спорта России международного класса».
В 2018 году в паре с Владиславом Блинцовым стал чемпионом мира на дистанции 500 метров.